# Lycée technique du Centre
Le Lycée Technique du Centre (abrégé en LTC) est un établissement d'enseignement secondaire technique et public situé dans le quartier du Limpertsberg à Luxembourg.
Depuis 2017, le lycée fait partie du réseau des écoles associées de l'UNESCO.
Le 13 Janvier 2025, le lycée change de directeur, passant de Jean-Paul Lenertz à Steve Manderscheid

## Histoire
Un centre d'enseignement professionnel est créé à Luxembourg par la loi du 1er décembre 1953. L'établissement change de dénomination au profit de « Lycée technique du Centre » par le règlement grand-ducal du 28 août 1979.